# Liste der Nummer-eins-Hits in Italien (1997)
Diese Liste der Nummer-eins-Hits basiert auf den offiziellen italienischen Single- und Albumcharts der FIMI im Jahr 1997. Die FIMI-Singlecharts wurden in diesem Jahr zum ersten Mal veröffentlicht.
Es gab in diesem Jahr 19 Nummer-eins-Singles und 16 Nummer-eins-Alben.

## Singles
| ← 1996 ← | Liste der Nummer-eins-Hits in Italien (M&D) | Liste der Nummer-eins-Hits in Italien (M&D) | Liste der Nummer-eins-Hits in Italien (M&D) | 1998 →                                                                                                  |
| \| Zeitraum \| Wo. ges. \| Interpret \| Titel Autor(en) \| Zusätzliche Informationen \| \| (Zeitraum, Wochen auf Platz eins, Interpret, Titel, Autor[en], zusätzliche Informationen) \| \| \| \| \| \| ----------------------------------------------------------------------------------------- \| -------- \| ------------ \| --------------------------- \| ------------------------------------------------------------------------------------------------------- \| \| 47. Woche 1996 – 4. Woche 1997 10 Wochen \| 10 \| Robert Miles \| One and One Roberto Concina \| Für Miles war die Zusammenarbeit mit der Sängerin Maria Nayler der dritte Nummer-eins-Hit im Jahr 1996. \| \| 5.–6. Woche 2 Wochen (insgesamt 3) \| 3 \| Gala \| Let a Boy Cry Gala Rizzatto \| – \| \| 7. Woche 1 Woche (insgesamt 4) \| 4 \| U2 \| Discothèque U2 \| – \| \| 8. Woche 1 Woche (insgesamt 3) \| 3 \| Gala \| Let a Boy Cry Gala Rizzatto \| – \| \| 9.–11. Woche 3 Wochen (insgesamt 4) \| 4 \| U2 \| Discothèque U2 \| – \| |                                             |                                             |                                             | |
| ← 1996 |                                             |                                             |                                             | → 1998 →                                                                                                |
| Zeitraum | Wo. ges.                                    | Interpret                                   | Titel Autor(en)                             | Zusätzliche Informationen                                                                               |
| (Zeitraum, Wochen auf Platz eins, Interpret, Titel, Autor[en], zusätzliche Informationen) |                                             |                                             |                                             | |
| 47. Woche 1996 – 4. Woche 1997 10 Wochen | 10                                          | Robert Miles                                | One and One Roberto Concina                 | Für Miles war die Zusammenarbeit mit der Sängerin Maria Nayler der dritte Nummer-eins-Hit im Jahr 1996. |
| 5.–6. Woche 2 Wochen (insgesamt 3) | 3                                           | Gala                                        | Let a Boy Cry Gala Rizzatto                 | – |
| 7. Woche 1 Woche (insgesamt 4) | 4                                           | U2                                          | Discothèque U2                              | – |
| 8. Woche 1 Woche (insgesamt 3) | 3                                           | Gala                                        | Let a Boy Cry Gala Rizzatto                 | – |
| 9.–11. Woche 3 Wochen (insgesamt 4) | 4                                           | U2                                          | Discothèque U2                              | – |

Die erste Woche der FIMI-Singlecharts entspricht ungefähr der 6. Woche bei M&D. Spätere M&D-Daten werden im Folgenden nicht mehr berücksichtigt.

| ← 1996 ← | Liste der Nummer-eins-Hits in Italien | Liste der Nummer-eins-Hits in Italien | Liste der Nummer-eins-Hits in Italien                                                                        | 1998 → |
| \| Zeitraum \| Wo. ges. \| Interpret \| Titel Autor(en) \| Zusätzliche Informationen \| \| (Zeitraum, Wochen auf Platz eins, Interpret, Titel, Autor[en], zusätzliche Informationen) \| \| \| \| \| \| ----------------------------------------------------------------------------------------- \| -------- \| ---------------------------------- \| ------------------------------------------------------------------------------------------------------------ \| ------------------------------------------------------------------------------------------------------------------------------------------------------------------------------------------------------------------------------------ \| \| 31. Januar 1997 – 6. Februar 1997 1 Woche \| 1 \| Depeche Mode \| Barrel of a Gun Martin L. Gore \| – \| \| 7. Februar 1997 – 13. März 1997 5 Wochen \| 5 \| U2 \| Discothèque U2 \| – \| \| 14. März 1997 – 20. März 1997 1 Woche \| 1 \| Nek \| Laura non c’è Nek, Massimo Varini, Antonello De Sanctis \| Nach der Teilnahme am Sanremo-Festival 1997 gelang Nek ein Nummer-eins-Hit. \| \| 21. März 1997 – 27. März 1997 1 Woche \| 1 \| La Fuertezza \| 2 the Night Ottmar Liebert \| Der Instrumentaltrack war Teil des Soundtracks von Amore Amore (Il ciclone), einer Filmkomödie von Leonardo Pieraccioni. Der Remix durch das Produzentenduo aus Marco Valentini und Paolo Verlanzi brachte den Titel auf Platz eins. \| \| 28. März 1997 – 10. April 1997 2 Wochen \| 2 \| Depeche Mode \| It’s No Good Martin L. Gore \| Bereits der zweite Nummer-eins-Hit in diesem Jahr für die britische Band. \| \| 11. April 1997 – 17. April 1997 1 Woche \| 1 \| White Town \| Your Woman Jyoti Mishra \| – \| \| 18. April 1997 – 15. Mai 1997 4 Wochen \| 4 \| Michael Jackson \| Blood on the Dance Floor Michael Jackson, Teddy Riley \| – \| \| 16. Mai 1997 – 29. Mai 1997 2 Wochen \| 2 \| 883 \| Un giorno così Max Pezzali \| – \| \| 30. Mai 1997 – 5. Juni 1997 1 Woche \| 1 \| Simone Jay \| Wanna B Like a Man Cristian Piccinelli, Emanuela Gubinelli, Silvio Melloni, Simone Jackson, Tiziano Giupponi \| – \| \| 6. Juni 1997 – 12. Juni 1997 1 Woche \| 1 \| Jon Bon Jovi \| Midnight in Chelsea David A. Stewart, Jon Bon Jovi \| – \| \| 13. Juni 1997 – 19. Juni 1997 1 Woche \| 1 \| Daft Punk \| Around the World Thomas Bangalter, Guy-Manuel de Homem-Christo \| – \| \| 20. Juni 1997 – 3. Juli 1997 2 Wochen \| 2 \| Depeche Mode \| Home Martin L. Gore \| Der Band gelang 1997 auch noch ein dritter Nummer-eins-Hit. \| \| 4. Juli 1997 – 17. Juli 1997 2 Wochen \| 2 \| Oasis \| D’You Know What I Mean? Noel Gallagher \| – \| \| 18. Juli 1997 – 21. August 1997 5 Wochen (insgesamt 7) \| 7 \| Puff Daddy & Faith Evans feat. 112 \| I’ll Be Missing You Faith Evans, Sting, Todd Gaither \| Mit einem Sample des Liedes Every Breath You Take von The Police erreichte der Rapper die Chartspitze. \| \| 22. August 1997 – 28. August 1997 1 Woche \| 1 \| The Verve \| Bitter Sweet Symphony Richard Ashcroft \| – \| \| 29. August 1997 – 11. September 1997 2 Wochen (insgesamt 7) \| 7 \| Puff Daddy & Faith Evans feat. 112 \| I’ll Be Missing You Faith Evans, Sting, Todd Gaither \| – \| \| 12. September 1997 – 6. November 1997 8 Wochen (insgesamt 16) \| 16 \| Elton John \| Something About the Way You Look Tonight / Candle in the Wind 1997 Elton John, Bernie Taupin \| Nach dem Tod von Prinzessin Diana erschien das Lied aus dem Jahr 1973 in einer umgetexteten Version und wurde ein weltweiter Hit. \| \| 7. November 1997 – 20. November 1997 2 Wochen (insgesamt 4) \| 4 \| Midge Ure \| Breathe Midge Ure \| – \| \| 21. November 1997 – 4. Dezember 1997 2 Wochen (insgesamt 16) \| 16 \| Elton John \| Something About the Way You Look Tonight / Candle in the Wind 1997 Elton John, Bernie Taupin \| – \| \| 5. Dezember 1997 – 18. Dezember 1997 2 Wochen (insgesamt 4) \| 4 \| Midge Ure \| Breathe Midge Ure \| – \| \| 19. Dezember 1997 – 15. Januar 1998 4 Wochen (insgesamt 16) \| 16 \| Elton John \| Something About the Way You Look Tonight / Candle in the Wind 1997 Elton John, Bernie Taupin \| – \| |                                       |                                       | | |
| ← 1996 |                                       |                                       | | → 1998 → |
| Zeitraum | Wo. ges.                              | Interpret                             | Titel Autor(en)                                                                                              | Zusätzliche Informationen |
| (Zeitraum, Wochen auf Platz eins, Interpret, Titel, Autor[en], zusätzliche Informationen) |                                       |                                       | | |
| 31. Januar 1997 – 6. Februar 1997 1 Woche | 1                                     | Depeche Mode                          | Barrel of a Gun Martin L. Gore                                                                               | – |
| 7. Februar 1997 – 13. März 1997 5 Wochen | 5                                     | U2                                    | Discothèque U2                                                                                               | – |
| 14. März 1997 – 20. März 1997 1 Woche | 1                                     | Nek                                   | Laura non c’è Nek, Massimo Varini, Antonello De Sanctis                                                      | Nach der Teilnahme am Sanremo-Festival 1997 gelang Nek ein Nummer-eins-Hit. |
| 21. März 1997 – 27. März 1997 1 Woche | 1                                     | La Fuertezza                          | 2 the Night Ottmar Liebert                                                                                   | Der Instrumentaltrack war Teil des Soundtracks von Amore Amore (Il ciclone), einer Filmkomödie von Leonardo Pieraccioni. Der Remix durch das Produzentenduo aus Marco Valentini und Paolo Verlanzi brachte den Titel auf Platz eins. |
| 28. März 1997 – 10. April 1997 2 Wochen | 2                                     | Depeche Mode                          | It’s No Good Martin L. Gore                                                                                  | Bereits der zweite Nummer-eins-Hit in diesem Jahr für die britische Band. |
| 11. April 1997 – 17. April 1997 1 Woche | 1                                     | White Town                            | Your Woman Jyoti Mishra                                                                                      | – |
| 18. April 1997 – 15. Mai 1997 4 Wochen | 4                                     | Michael Jackson                       | Blood on the Dance Floor Michael Jackson, Teddy Riley                                                        | – |
| 16. Mai 1997 – 29. Mai 1997 2 Wochen | 2                                     | 883                                   | Un giorno così Max Pezzali                                                                                   | – |
| 30. Mai 1997 – 5. Juni 1997 1 Woche | 1                                     | Simone Jay                            | Wanna B Like a Man Cristian Piccinelli, Emanuela Gubinelli, Silvio Melloni, Simone Jackson, Tiziano Giupponi | – |
| 6. Juni 1997 – 12. Juni 1997 1 Woche | 1                                     | Jon Bon Jovi                          | Midnight in Chelsea David A. Stewart, Jon Bon Jovi                                                           | – |
| 13. Juni 1997 – 19. Juni 1997 1 Woche | 1                                     | Daft Punk                             | Around the World Thomas Bangalter, Guy-Manuel de Homem-Christo                                               | – |
| 20. Juni 1997 – 3. Juli 1997 2 Wochen | 2                                     | Depeche Mode                          | Home Martin L. Gore                                                                                          | Der Band gelang 1997 auch noch ein dritter Nummer-eins-Hit. |
| 4. Juli 1997 – 17. Juli 1997 2 Wochen | 2                                     | Oasis                                 | D’You Know What I Mean? Noel Gallagher                                                                       | – |
| 18. Juli 1997 – 21. August 1997 5 Wochen (insgesamt 7) | 7                                     | Puff Daddy & Faith Evans feat. 112    | I’ll Be Missing You Faith Evans, Sting, Todd Gaither                                                         | Mit einem Sample des Liedes Every Breath You Take von The Police erreichte der Rapper die Chartspitze. |
| 22. August 1997 – 28. August 1997 1 Woche | 1                                     | The Verve                             | Bitter Sweet Symphony Richard Ashcroft                                                                       | – |
| 29. August 1997 – 11. September 1997 2 Wochen (insgesamt 7) | 7                                     | Puff Daddy & Faith Evans feat. 112    | I’ll Be Missing You Faith Evans, Sting, Todd Gaither                                                         | – |
| 12. September 1997 – 6. November 1997 8 Wochen (insgesamt 16) | 16                                    | Elton John                            | Something About the Way You Look Tonight / Candle in the Wind 1997 Elton John, Bernie Taupin                 | Nach dem Tod von Prinzessin Diana erschien das Lied aus dem Jahr 1973 in einer umgetexteten Version und wurde ein weltweiter Hit. |
| 7. November 1997 – 20. November 1997 2 Wochen (insgesamt 4) | 4                                     | Midge Ure                             | Breathe Midge Ure                                                                                            | – |
| 21. November 1997 – 4. Dezember 1997 2 Wochen (insgesamt 16) | 16                                    | Elton John                            | Something About the Way You Look Tonight / Candle in the Wind 1997 Elton John, Bernie Taupin                 | – |
| 5. Dezember 1997 – 18. Dezember 1997 2 Wochen (insgesamt 4) | 4                                     | Midge Ure                             | Breathe Midge Ure                                                                                            | – |
| 19. Dezember 1997 – 15. Januar 1998 4 Wochen (insgesamt 16) | 16                                    | Elton John                            | Something About the Way You Look Tonight / Candle in the Wind 1997 Elton John, Bernie Taupin                 | – |

## Alben
| ← 1996 ← | Liste der Nummer-eins-Alben in Italien | Liste der Nummer-eins-Alben in Italien | Liste der Nummer-eins-Alben in Italien                | 1998 →                    |
| \| Zeitraum \| Wo. ges. \| Interpret \| Titel \| Zusätzliche Informationen \| \| (Zeitraum, Wochen auf Platz eins, Interpret, Titel, zusätzliche Informationen) \| \| \| \| \| \| ------------------------------------------------------------------------------ \| -------- \| ---------------- \| ----------------------------------------------------- \| ------------------------- \| \| 22. November 1996 – 2. Januar 1997 6 Wochen (insgesamt 8) \| 8 \| Zucchero \| The Best of Zucchero Sugar Fornaciari’s Greatest Hits \| – \| \| 3. Januar 1997 – 16. Januar 1997 2 Wochen \| 2 \| Litfiba \| Mondi sommersi \| – \| \| 17. Januar 1997 – 30. Januar 1997 2 Wochen (insgesamt 8) \| 8 \| Zucchero \| The Best of Zucchero Sugar Fornaciari’s Greatest Hits \| – \| \| 31. Januar 1997 – 27. Februar 1997 4 Wochen \| 4 \| Jovanotti \| Lorenzo 1997 – L’albero \| – \| \| 28. Februar 1997 – 13. März 1997 2 Wochen \| 2 \| U2 \| Pop \| – \| \| 14. März 1997 – 8. Mai 1997 8 Wochen \| 8 \| Pino Daniele \| Dimmi cosa succede sulla terra \| – \| \| 9. Mai 1997 – 15. Mai 1997 1 Woche (insgesamt 5) \| 5 \| Ligabue \| Su e giù da un palco \| – \| \| 16. Mai 1997 – 22. Mai 1997 1 Woche \| 1 \| Claudio Baglioni \| Anime in gioco \| – \| \| 23. Mai 1997 – 19. Juni 1997 4 Wochen (insgesamt 5) \| 5 \| Ligabue \| Su e giù da un palco \| – \| \| 20. Juni 1997 – 10. Juli 1997 3 Wochen \| 3 \| 883 \| La dura legge del gol \| – \| \| 11. Juli 1997 – 21. August 1997 6 Wochen \| 6 \| Andrea Bocelli \| Romanza \| – \| \| 22. August 1997 – 4. September 1997 2 Wochen \| 2 \| Oasis \| Be Here Now \| – \| \| 5. September 1997 – 11. September 1997 1 Woche \| 1 \| C.S.I. \| Tabula rasa elettrificata \| – \| \| 12. September 1997 – 18. September 1997 1 Woche \| 1 \| Giorgia \| Mangio troppa cioccolata \| – \| \| 19. September 1997 – 16. Oktober 1997 4 Wochen \| 4 \| Elton John \| The Big Picture \| – \| \| 17. Oktober 1997 – 23. Oktober 1997 1 Woche \| 1 \| Mina \| Leggera \| – \| \| 24. Oktober 1997 – 20. November 1997 4 Wochen \| 4 \| Eros Ramazzotti \| Eros \| – \| \| 21. November 1997 – 1. Januar 1998 6 Wochen (insgesamt 8) \| 8 \| Enya \| Paint the Sky with Stars – The Best of Enya \| – \| |                                        |                                        |                                                       |                           |
| ← 1996 |                                        |                                        |                                                       | → 1998 →                  |
| Zeitraum | Wo. ges.                               | Interpret                              | Titel                                                 | Zusätzliche Informationen |
| (Zeitraum, Wochen auf Platz eins, Interpret, Titel, zusätzliche Informationen) |                                        |                                        |                                                       |                           |
| 22. November 1996 – 2. Januar 1997 6 Wochen (insgesamt 8) | 8                                      | Zucchero                               | The Best of Zucchero Sugar Fornaciari’s Greatest Hits | –                         |
| 3. Januar 1997 – 16. Januar 1997 2 Wochen | 2                                      | Litfiba                                | Mondi sommersi                                        | –                         |
| 17. Januar 1997 – 30. Januar 1997 2 Wochen (insgesamt 8) | 8                                      | Zucchero                               | The Best of Zucchero Sugar Fornaciari’s Greatest Hits | –                         |
| 31. Januar 1997 – 27. Februar 1997 4 Wochen | 4                                      | Jovanotti                              | Lorenzo 1997 – L’albero                               | –                         |
| 28. Februar 1997 – 13. März 1997 2 Wochen | 2                                      | U2                                     | Pop                                                   | –                         |
| 14. März 1997 – 8. Mai 1997 8 Wochen | 8                                      | Pino Daniele                           | Dimmi cosa succede sulla terra                        | –                         |
| 9. Mai 1997 – 15. Mai 1997 1 Woche (insgesamt 5) | 5                                      | Ligabue                                | Su e giù da un palco                                  | –                         |
| 16. Mai 1997 – 22. Mai 1997 1 Woche | 1                                      | Claudio Baglioni                       | Anime in gioco                                        | –                         |
| 23. Mai 1997 – 19. Juni 1997 4 Wochen (insgesamt 5) | 5                                      | Ligabue                                | Su e giù da un palco                                  | –                         |
| 20. Juni 1997 – 10. Juli 1997 3 Wochen | 3                                      | 883                                    | La dura legge del gol                                 | –                         |
| 11. Juli 1997 – 21. August 1997 6 Wochen | 6                                      | Andrea Bocelli                         | Romanza                                               | –                         |
| 22. August 1997 – 4. September 1997 2 Wochen | 2                                      | Oasis                                  | Be Here Now                                           | –                         |
| 5. September 1997 – 11. September 1997 1 Woche | 1                                      | C.S.I.                                 | Tabula rasa elettrificata                             | –                         |
| 12. September 1997 – 18. September 1997 1 Woche | 1                                      | Giorgia                                | Mangio troppa cioccolata                              | –                         |
| 19. September 1997 – 16. Oktober 1997 4 Wochen | 4                                      | Elton John                             | The Big Picture                                       | –                         |
| 17. Oktober 1997 – 23. Oktober 1997 1 Woche | 1                                      | Mina                                   | Leggera                                               | –                         |
| 24. Oktober 1997 – 20. November 1997 4 Wochen | 4                                      | Eros Ramazzotti                        | Eros                                                  | –                         |
| 21. November 1997 – 1. Januar 1998 6 Wochen (insgesamt 8) | 8                                      | Enya                                   | Paint the Sky with Stars – The Best of Enya           | –                         |

## Jahreshitparaden
Für die Charts der FIMI sind keine Jahreswertungen verfügbar. Die Jahreswertung der Singles bei M&D führte Puff Daddy feat. Faith Evans mit I’ll Be Missing You an, die der Alben Andrea Bocelli mit Romanza.

## Belege
1. ↑  Guido Racca: M&D Top 100 Year-End: Singoli & Album 1960-2018. Selbstverlag, 2019, ISBN 978-1-980329-12-1, S. 12, 16.

Siehe auch: Nummer-eins-Hits 1997 in  Australien, Belgien, Dänemark, Deutschland, Finnland, Frankreich, Irland, Japan, Kanada, Neuseeland, den Niederlanden, Norwegen, Österreich, Schweden, der Schweiz, Spanien, Ungarn, den Vereinigten Staaten und im Vereinigten Königreich.